# Warsteiner HockeyPark
El Warsteiner HockeyPark es el mayor estadio de Europa para la práctica del Hockey hierba, se encuentra situado en Mönchengladbach, Alemania. Albergó la totalidad de los partidos del Campeonato del Mundo 
de 2006. Tras la celebración de este Torneo se utiliza como recinto multiusos.

## Historia
Los trabajos preliminares comenzaron en agosto de 2004, y se puso la primera piedra en octubre de 2004. Los trabajos finalizaron en abril de 2005, siendo la inauguración oficial el 15 de abril de 2006 dentro de la celebración del Torneo Cuatro Naciones con el enfrentamiento entre la selecciones de Alemania e India.

## Características
El complejo cuenta con dos campos principales y un campo adicional tras la tribuna principal. El campo principal está rodeado de cinco gradas con capacidad para más de 9.000 espectadores, así mismo dispone de la posibilidad de instalar gradas supletorias para aumentar la capacidad hasta los 14.000 espectadores.
El campo adicional tiene capacidad para 850 espectadores, utilizándose comúnmente como campo de calentamiento o entrenamiento.
Todos los campos son de hierba artificial.
- Datos: Q475157
- Multimedia: Hockeypark / Q475157